# Stierkreuz
Das Stierkreuz ist eine Landmarke auf der Gleinalpe respektive Stubalpe in der Steiermark.

## Lage und Landschaft
Das Stierkreuz befindet sich am Hauptkamm des Steirischen Randgebirges, zwischen dem Oberen Murtal im Raum Judenburg-Knittelfelder Becken und dem Köflach-Voitsberger Becken und Kainachtal westlich von Graz.
Es markiert einen 1479 m ü. A. hohen Sattel, der vom Rachaugraben bei Knittelfeld und Rachau in den Schrottgraben bergeinwärts von Köflach leitet. Hier grenzen die Gemeindegebiete von Sankt Margarethen bei Knittelfeld und Maria Lankowitz aneinander. Das Kreuz selbst steht etwas oberhalb nördlich des Sattels auf 1485 m ü. A.
Nordöstlich erhebt sich der Terenbachkogel (bis ca. 1734 m ü. A.), südlich die Turneralpe (bis ca. 1650 m ü. A.). In der Landschaftsgliederung der Steiermark wird das Stierkreuz als Abgrenzung zwischen Gleinalpe nordöstlich und Stubalpe südwestlich geführt, doch wird selbst dort diese Grenzziehung als „problematisch“ genannt: Es gibt durchaus verbreitete andere Abgrenzungen am recht unstrukturierten Hauptkamm, vom Gaberl-Pass südöstlich hinter dem Ofnerkogel (1666 m ü. A.) bis zum Gleinalmsattel nordwestlich am Speikkogel (1988 m ü. A.). Daher ist die Zuordnung des Kreuzes und der umliegenden Alpen je nach Quelle unterschiedlich.

## Geschichte und Erschließung
Der Weg über das Stierkreuz ist ein alter Handelsweg, der vom oberen Murtal in die Untersteiermark führt, und das Murknies über Bruck und das Murdurchbruchstal umgeht. Im Hochmittelalter wurde der Saumweg viel genutzt. Schon 1489 beschwerten sich die Leobener Bürger bei Kaiser Friedrich III. über den Verdienstentgang ihrer Mauteinnahmen am Gleinalmsattel. Dieser verordnete dann, auch auf den anderen Gleinalm-Übergängen Maut einzuheben (Saumwegsperren). Beim heutigen Stierkreuz befand sich dann bis in das 18. Jahrhundert eine Rast- und Hebstatt, ein Umlageplatz. Letzterer Ortsname ist ohne genaue Ortsfestlegung als Höbstatt 1596 urkundlich (und findet sich analog bei der Hebalm). Hauptsächlich wurden Salz Richtung Süden, und Wein Richtung Norden umgeschlagen, aber auch andere Güter. Früher war hier auch die Rachaualm (Rachauer Alm), Alpung und Name sind abgekommen.
Das Stierkreuz selbst erinnert an einen Unfall 1828, ein Anton Schachner vulgo Möschbauer aus Mitterbach verunglückte hier tödlich durch einen durchgehenden Ochsen – daher der Name. Es ist ein einfaches, rotgefärbeltes Holzkreuz mit Dacherl und Inschriftenschild, und umzäunt.
Die Gegend ist einfaches Wandergebiet, mit einem Höhenweg am Kamm und Zustiegen aus beiden Tälern, vom Oskar-Schauer-Sattelhaus westlich zur Turneralm führen die Weitwanderwege 02 Zentralalpenweg und 05 Nord-Süd-Weitwanderweg.